# Pedro Zape
Pedro Antonio Zape Jordán (né le 3 juin 1949 à Puerto Tejada en Colombie) est un joueur de football international colombien, qui évoluait au poste de gardien de but, avant de devenir entraîneur.

## Biographie

### Carrière de joueur

#### Carrière en sélection
Avec l'équipe de Colombie, il dispute 47 matchs (pour aucun but inscrit) entre 1972 et 1985. Il figure notamment dans le groupe des sélectionnés lors des Copa América de 1975 et de 1979.

## Palmarès
| Deportivo Cali - Championnat de Colombie (3) : - Champion : 1969, 1970 et 1974. |  | América Cali - Championnat de Colombie (2) : - Champion : 1985 et 1986. |